# The Professional
The Professional – wydany 15 grudnia 1998 debiutancki studyjny album DJ-a Clue, amerykańskiego producenta muzyki hip-hopowej. Album osiągnął 26. miejsce na liście Billboard 200 i 3. na Top R&B/Hip-Hop Albums oraz uzyskał status platynowej płyty 20 sierpnia 2001 roku. Utwór „It’s On” z gościnnie występującym DMX-em został wydany jako singel i osiągnął 39. miejsce na liście Hot R&B/Hip-Hop Songs.

## Lista utworów
| Nr | Tytuł                                                                         | Producent  | Długość |
| -- | ----------------------------------------------------------------------------- | ---------- | ------- |
| 1  | Intro                                                                         |            | 1:03    |
| 2  | „Ruff Ryders Anthem” (Remix, gościnnie DMX, Jadakiss, Styles P, Drag-On, Eve) |            | 3:52    |
| 3  | „It’s On” (gościnnie DMX)                                                     | DURO       | 3:25    |
| 4  | „Fantastic Four” (Gościnnie Cam’ron, Big Pun, Noreaga, Canibus)               | DURO       | 5:09    |
| 5  | „Queensfinest” )(gościnnie Nas)                                               | Self       | 3:26    |
| 6  | „Exclusive-New Shit” (gościnnie Nature)                                       | DURO       | 3:08    |
| 7  | „Gangsta Shit” (gościnnie Jay-Z, Ja Rule)                                     | DURO       | 4:38    |
| 8  | „Thugged Out Shit” (gościnnie Memphis Bleek)                                  | DURO       | 3:54    |
| 9  | „It's My Thang '99” (gościnnie EPMD, Redman, Keith Murray)                    | DURO       | 3:00    |
| 10 | „Mariah Carey” (Skit)                                                         |            | 0:21    |
| 11 | „Whatever You Want” (gościnnie Flipmode Squad)                                | DJ Scratch | 4:07    |
| 12 | „That's The Way” (gościnnie Mase, Foxy Brown, Fabolous)                       | DURO       | 4:31    |
| 13 | „I Like Control” (gościnnie Missy Elliott, Mocha, Nicole Wray)                | DURO       | 3:48    |
| 14 | „Bitch Be a Hoe” (gościnnie Jermaine Dupri, R.O.C.)                           | DURO       | 3:23    |
| 15 | „If They Want It” (gościnnie Fabolous)                                        | DURO       | 4:02    |
| 16 | „Pain In Da Ass” (Skit)                                                       |            | 0:28    |
| 17 | „The Professional” (gościnnie Mobb Deep, Big Noyd)                            | V.I.C.     | 3:39    |
| 18 | „Brown Paper Bag Thoughts” (gościnnie Raekwon)                                | DURO       | 3:15    |
| 19 | „Cops & Robbers” (gościnnie Lord Tariq, Muggs)                                | Buckwild   | 3:26    |
| 20 | „Made Men” (gościnnie Made Men)                                               | Hangmen 3  | 2:41    |
| 21 | „No Love” (gościnnie M.O.P.)                                                  | Laze       | 4:12    |
| 22 | „Come On” (gościnnie Boot Camp Clik)                                          | DURO       | 4:32    |